# No Cubico dos Tuneza
No Cubico dos Tuneza é um programa televisivo de humor começado a exibir pelo Zap Viva em 2018. Em um programa de comédia que abre as portas para a diversão do seu cubico, todos os domingos.